# (22008) 1999 XM71
(22008) 1999 XM71 è un asteroide troiano di Giove del campo greco. Scoperto nel 1999, presenta un'orbita caratterizzata da un semiasse maggiore pari a 5,139132 UA e da un'eccentricità di 0,009566, inclinata di 4,264561ª rispetto all'eclittica. Ha un diametro di 24,879 km e un'albedo di 0,072.